# Campylocentrum minus
Campylocentrum minus är en orkidéart som beskrevs av William Fawcett och Alfred Barton Rendle. Campylocentrum minus ingår i släktet Campylocentrum och familjen orkidéer. Inga underarter finns listade i Catalogue of Life.